# Zacharias Mar Theophilos
Teofil (ur. 16 września 1952, zm. 24 października 2017) – duchowny Malankarskiego Kościoła Ortodoksyjnego, od 2005 biskup Malabaru. Sakrę biskupią otrzymał 5 marca 2005.
Zmarł 24 października 2017.